# Isochrysidales
Isochrysidales es un orden de protistas del subfilo Haptophyta integrado por algas unicelulares móviles o inmóviles. La célula móvil presenta dos flagelos, mientras que el apéndice denominado haptonema, característico de las haptofitas, es rudimentario o está ausente en este grupo. En la célula móvil, la superficie celular está cubierta por escamas orgánicas, mientras que en las células inmóviles puede estar cubierta por placas calcáreas, denominándose en este caso cocolitóforos.

## Referencias

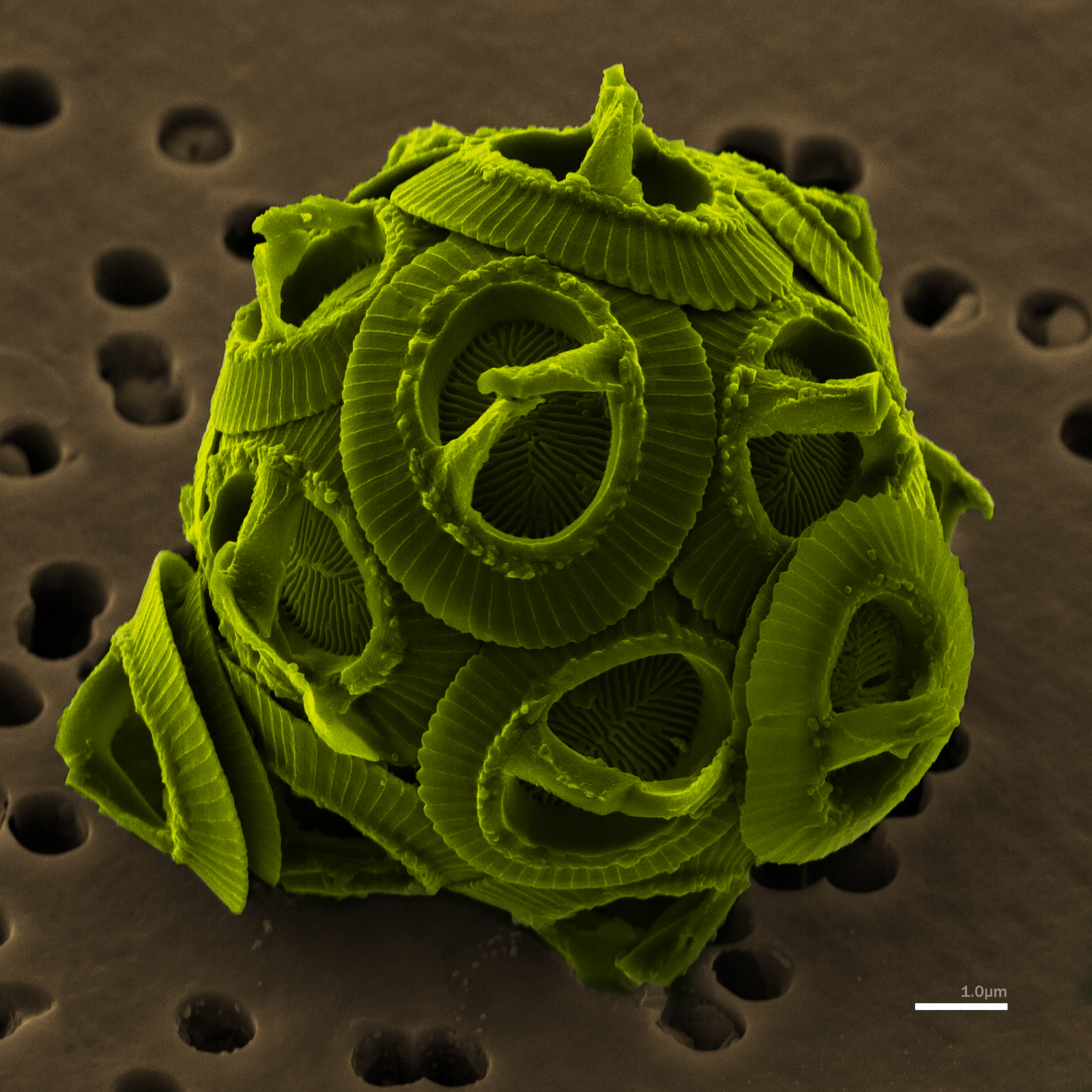
Cocolito de Gephyrocapsa oceanica.